# David B. Hill
David B. Hill (Elmira, 1843. augusztus 29. – Albany, 1910. október 20.) az Amerikai Egyesült Államok szenátora (New York, 1892–1897).